# Уфимцева, Ирина Валерьевна
Ирина Валерьевна Уфимцева (род. 6 января 1985, Новосибирск) — российская пловчиха, серебряный призёр чемпионата мира, чемпионка Европы, участница Олимпийских игр 2000 года, заслуженный мастер спорта России.

## Биография
Ирина Уфимцева родилась 6 января 1985 года в Новосибирске, где живёт и по сей день.

### Спортивная карьера
Тренеры Ирины Уфимцевой — М.М. Маньянов и Андрей Николаевич Лякишев.
В 1999 года на чемпионате России Ирина Уфимцева взяла бронзовые медали на дистанциях 200 и 400 м вольным стилем и заняла 4-е место на 100 м в/с. На международном уровне Уфимцева дебютировала на Европейских юношеских Олимпийских днях в июле 1999 года, где взяла бронзу на 200 метрах вольным стилем и два серебра: на 400 м в/с и в эстафете 4x100 м в/с.
На зимнем чемпионате России 2000 года на короткой воде Уфимцева выиграла дистанцию 400 м вольным стилем и взяла две серебряные награды на 200 и 800 м в/с. В марте 2000 года в возрасте 15 лет Ирина Уфимцева выступила на чемпионате мира на короткой воде в Афинах, где показала 10-й результат на 400 м вольным стилем и 16-й — на 200 м вольным стилем. Летом этого же года стала чемпионкой России на 800 м в/с и завоевала две серебряные медали: на 200 и 400 м вольным стилем. На чемпионате Европы среди юниоров 2000 года в Дюнкерке Уфимцева стала победительницей на 200 м в/с и в эстафете 4x200 м вольным стилем, взяла серебро на 400 м в/с и бронзу на 800 м в/с.
На Олимпийских играх 2000 года в Сиднее Ирина Уфимцева заняла 17-е места на 200 м и 800 м вольным стилем и 10-е — в эстафете 4x200 м вольным стилем. В декабре 2000 года на чемпионате Европы на короткой воде в Валенсии выиграла дистанцию 400 м вольным стилем и заняла 4-е место на 200 м вольным стилем.
В январе 2001 года Ирина Уфимцева выступала на Кубке мира. На этапе в Италии дважды была четвёртой на 400 и 800 метрах вольным стилем, а Берлине взяла бронзу на 400 метрах вольным стилем с результатом 4:08.92 и выиграла 800 м вольным стилем с результатом 8:27.24. На зимнем чемпионате России взяла два золота на 800 и 1500 м вольным стилем и серебро на 400 м в/с. На чемпионате России выиграла 3 золотые награды: 400 м, 800 м и 1500 м вольным стилем. На чемпионате мира 2001 года заняла 4-е место на 400 м вольным стилем, 6-е — на 800 м в/c, 11-е — на 1500 м в/c и 10-е — в эстафете 4x200 м вольным стилем. На чемпионате Европы на короткой воде 2001 года в Антверпене Уфимцева взяла две бронзовые награды: на 400 метрах вольным стилем и 800 метрах вольным стилем.
На зимнем чемпионате России 2002 заняла первые места на 800 и 1500 м вольным стилем. На чемпионате мира на короткой воде 2002 года в Москве Ирина Уфимцева стала серебряной медалисткой на 800 м вольным стилем. На чемпионате России выиграла 3 золота на дистанциях 200, 400 и 800 м вольным стилем и взяла серебро на 1500 м в/с. На чемпионате Европы в Берлине стала 5-й на 800 м и 6-й на 400 м вольным стилем.
Зимой на чемпионате России 2003 года на короткой воде Уфимцева заняла 3 место на 800 м вольным стилем. На летнем чемпионате России Ирина не смогла взять награды, её лучшие результаты соревнования — 5-е места на 400 и 800 м в/с. На летней Универсиаде 2003 года в Тэгу Ирина Уфимцева стала бронзовым призёром в эстафете 4x200 м вольным стилем, а на дистанции 800 м вольным стилем заняла 13-е место.
В январе 2004 года выступила на этапе Кубка мира в Москве, где лучший результат был 5-е место на 800 м вольным стилем. В 2004 и 2005 годах Уфимцева выступала на чемпионатах России, но подняться на пьедестал ей не удавалось.
В 2005 году Ирина Уфимцева приняла решение завершить карьеру. Больших побед она достигла в 16-17 лет (2001-2002 года), а после результаты начали ухудшаться и у Уфимцевой не было желания тренироваться.

### После окончания карьеры
После окончания карьеры Уфимцева посвятила время учёбе в СГУПСе. В 2007 году Ирина Уфимцева стала ведущей передачи «Страна спортивная. Новосибирск» ГТРК «Новосибирск».
Сейчас Ирина Уфимцева работает менеджером в отделе по связям с общественностью в Новосибирском центре высшего спортивного мастерства.

## Результаты

### Олимпийские игры
| Год         | Дисциплина                     | Результат | Место |
| ----------- | ------------------------------ | --------- | ----- |
| 2000 Сидней | 400 м вольный стиль            | 4:15,41   | 17    |
| 2000 Сидней | 800 м вольный стиль            | 8:44,64   | 17    |
| 2000 Сидней | эстафета 4x200 м вольный стиль | 8:08,03   | 10    |

### Чемпионаты мира
| Год                            | Дисциплина                     | Результат | Место |
| ------------------------------ | ------------------------------ | --------- | ----- |
| 2000 Афины (на короткой воде)  | 200 м вольный стиль            | 2:01,98   | 17    |
| 2000 Афины (на короткой воде)  | 400 м вольный стиль            | 4:12,72   | 10    |
| 2001 Фукуока                   | 400 м вольный стиль            | 4:10,17   | 4     |
| 2001 Фукуока                   | 800 м вольный стиль            | 8:40,55   | 6     |
| 2001 Фукуока                   | 1500 м вольный стиль           | 16:34,27  | 11    |
| 2001 Фукуока                   | эстафета 4x200 м вольный стиль | 8:12,68   | 10    |
| 2002 Москва (на короткой воде) | 200 м вольный стиль            | 1:59,40   | 12    |
| 2002 Москва (на короткой воде) | 400 м вольный стиль            | —         | DSQ   |
| 2002 Москва (на короткой воде) | 800 м вольный стиль            | 8:21,91   | 2     |
| 2002 Москва (на короткой воде) | эстафета 4x200 м вольный стиль | 8:00,35   | 5     |

### Чемпионаты Европы
| Год                               | Дисциплина                    | Результат | Место |
| --------------------------------- | ----------------------------- | --------- | ----- |
| 2000 Валенсия (на короткой воде)  | 200 м вольный стиль           | 1:59,23   | 4     |
| 2000 Валенсия (на короткой воде)  | 400 м вольный стиль           | 4:06,71   | 1     |
| 2001 Антверпен (на короткой воде) | 400 м вольный стиль           | 4:05,68   | 3     |
| 2001 Антверпен (на короткой воде) | 800 м вольный стиль           | 8:23,28   | 3     |
| 2001 Антверпен (на короткой воде) | эстафета 4x50 м вольный стиль | 1:45,97   | 9     |
| 2002 Берлин                       | 400 м вольный стиль           | 4:10,38   | 6     |
| 2002 Берлин                       | 800 м вольный стиль           | 8:36,69   | 5     |

### Чемпионаты России
| Год  | Дисциплина           | Результат | Место |
| ---- | -------------------- | --------- | ----- |
| 1999 | 100 м вольный стиль  | 59,85     | 4     |
| 1999 | 200 м вольный стиль  | 2:05,29   | 3     |
| 1999 | 400 м вольный стиль  | 4:19,75   | 3     |
| 2000 | 200 м вольный стиль  | 2:01,50   | 2     |
| 2000 | 400 м вольный стиль  | 4:11,77   | 2     |
| 2000 | 800 м вольный стиль  | 8:43,11   | 1     |
| 2001 | 400 м вольный стиль  | 4:23,40   | 1     |
| 2001 | 800 м вольный стиль  | 8:44,31   | 1     |
| 2001 | 1500 м вольный стиль | 16:38,42  | 1     |
| 2002 | 200 м вольный стиль  | 2:01,76   | 1     |
| 2002 | 400 м вольный стиль  | 4:15,69   | 1     |
| 2002 | 800 м вольный стиль  | 8:44,39   | 1     |
| 2002 | 1500 м вольный стиль | 17:17,57  | 2     |
| 2003 | 200 м вольный стиль  | 2:03,19   | 6     |
| 2003 | 400 м вольный стиль  | 4:18,50   | 5     |
| 2003 | 800 м вольный стиль  | 8:50,86   | 5     |
| 2004 | 200 м вольный стиль  | 2:04,81   | 9     |
| 2004 | 400 м вольный стиль  | 4:19,85   | 5     |
| 2004 | 800 м вольный стиль  | 8:53,20   | 5     |

| Год  | Дисциплина           | Результат | Место |
| ---- | -------------------- | --------- | ----- |
| 2000 | 200 м вольный стиль  | 2:04,60   | 2     |
| 2000 | 400 м вольный стиль  | 4:17,37   | 1     |
| 2000 | 800 м вольный стиль  | 8:57,20   | 2     |
| 2001 | 400 м вольный стиль  | 4:08,88   | 2     |
| 2001 | 800 м вольный стиль  | 8:30,28   | 1     |
| 2001 | 1500 м вольный стиль | 16:19,15  | 1     |
| 2002 | 800 м вольный стиль  | 8:33,00   | 1     |
| 2002 | 1500 м вольный стиль | 16:17,02  | 1     |
| 2003 | 200 м вольный стиль  | 2:03,86   | 6     |
| 2003 | 400 м вольный стиль  | 4:11,61   | 4     |
| 2003 | 800 м вольный стиль  | 8:38,64   | 3     |
| 2003 | 1500 м вольный стиль | 16:46,73  | 4     |
| 2004 | 400 м вольный стиль  | 4:20,03   | 4     |
| 2004 | 800 м вольный стиль  | 8:56,32   | 5     |
| 2004 | 1500 м вольный стиль | 17:26,18  | 7     |
| 2005 | 200 м вольный стиль  | 02:09,30  | 19    |
| 2005 | 400 м вольный стиль  | 04:30,66  | 12    |
| 2005 | 800 м вольный стиль  | 9:22,46   | 12    |

### Юниорские турниры
| Турнир                                             | Дисциплина                     | Результат | Место |
| -------------------------------------------------- | ------------------------------ | --------- | ----- |
| Европейский юношеские олимпийские дни 1999 Эсбьерг | 200 м вольный стиль            | 2:03,81   | 3     |
| Европейский юношеские олимпийские дни 1999 Эсбьерг | 400 м вольный стиль            | 4:15,94   | 2     |
| Европейский юношеские олимпийские дни 1999 Эсбьерг | эстафета 4x100 м вольный стиль | 3:57,57   | 2     |
| Чемпионат Европы среди юниоров 2000 Дюнкерк        | 200 м вольный стиль            | 2:02,00   | 1     |
| Чемпионат Европы среди юниоров 2000 Дюнкерк        | 400 м вольный стиль            | 4:12,94   | 2     |
| Чемпионат Европы среди юниоров 2000 Дюнкерк        | 800 м вольный стиль            | 8:38,39   | 3     |
| Чемпионат Европы среди юниоров 2000 Дюнкерк        | эстафета 4x200 м вольный стиль | 8:15,98   | 1     |